# Bolivia vid världsmästerskapen i friidrott 2023
Bolivia tävlade vid världsmästerskapen i friidrott 2023 i Budapest i Ungern mellan den 19 och 27 augusti 2023. 

## Resultat
Bolivias trupp bestod av en idrottare.

### Damer
Gång- och löpgrenar
| Idrottare     | Gren              | Final    | Final     |
| Idrottare     | Gren              | Resultat | Placering |
| ------------- | ----------------- | -------- | --------- |
| Ángela Castro | 20 kilometer gång | 1:40.01  | 39        |